# Prognathodes dichrous
Prognathodes dichrous är en fiskart som först beskrevs av Günther, 1869.  Prognathodes dichrous ingår i släktet Prognathodes och familjen Chaetodontidae. IUCN kategoriserar arten globalt som livskraftig. Inga underarter finns listade i Catalogue of Life.